# Institut Islands
Le Institut Islands sono un gruppo di isole situate a nord della penisola di Cape Voltaire, all'ingresso del golfo Admiralty, lungo la costa nord dell'Australia Occidentale, nelle acque dell'oceano Indiano. Appartengono alla Local government area della Contea di Wyndham-East Kimberley, nella regione di Kimberley. Il luogo abitato più vicino è Kalumburu situato a est del gruppo di isole. Alcune fonti le considerano parte dell'arcipelago Bonaparte.

## Le isole
Secondo alcune fonti, Cassini Island (che si trova discosta dal gruppo, a nord) fa parte dell'arcipelago.
| Isole         | Area (ha) | Coordinate             |
| ------------- | --------- | ---------------------- |
| Baudin        | 34        | 14°07′36″S 125°36′17″E |
| Cassini       | 343       | 13°56′45″S 125°37′46″E |
| Condillac     | 73        | 14°06′18″S 125°33′27″E |
| Corneille     | 257       | 14°11′03″S 125°44′03″E |
| Descartes     | 155       | 14°10′00″S 125°40′42″E |
| Fenelon       | 250       | 14°07′49″S 125°42′03″E |
| Lagrange      | 30        | 14°12′38″S 125°46′00″E |
| Laplace       | 25        | 14°11′21″S 125°39′33″E |
| Lauangi       | 54        | 14°10′32″S 125°40′09″E |
| Lavoisier     | 23        | 14°13′17″S 125°38′30″E |
| Moliere       | 35        | 14°13′44″S 125°49′36″E |
| Pascal        | 8         | 14°04′02″S 125°39′07″E |
| Racine        | 43        | 14°15′40″S 125°49′43″E |
| Yankawingarri | 22        | 14°09′17″S 125°39′30″E |

Fanno parte delle Institut Islands due piccoli gruppi di isole:
- Kingsmill Islands:
  - Lafontaine, che ha un'area di 20 ha[2] 14°09′39″S 125°47′21″E.
  - Un'isola senza nome accostata a ovest di Lafontaine, che ha un'area di 43 ha.[2]
- Montesquieu Islands:
  - Froggart
  - Gabriel
  - Oliver, che ha un'area di 20 ha[2] 14°05′34″S 125°44′27″E.
  - Sterna, con un'area di 12 ha[9], assieme al gruppo di scogli di Low Rocks[10] (che si trovano a nord-est 14°03′46″S 125°52′31″E), costituisce un'area protetta della BirdLife International (Low Rocks and Sterna Island Important Bird Area[11]) in quanto luogo di nidificazione della sterna di Dougall. Sono anche presenti la sterna crestata e la sterna del Ruppel.[11]

## Toponimi
Le isole sono state così chiamate da Nicolas Baudin per onorare l'Institut de France, che comprende l'Accademia francese delle scienze. I nomi delle singole isole onorano appunto i membri dell'Accademia. Le isole Montesquieu ricordano Charles-Louis de Secondat, barone di La Brède e di Montesquieu.